# Eden no hana
Eden no hana (エデンの花) est un manga écrit et dessiné par Yuki Suetsugu et édité par Kōdansha. Il a été prépublié dans le magazine Bessatsu Friend de 2000 à 2004.

## Histoire
Midori Wakatsuki est une belle jeune fille introvertie, qui ne s'entend pas avec ses parents adoptifs. C'est pour cela qu'elle tente de s'enfuir de nombreuses fois de chez elle. La raison de son insociabilité est la mort de ses parents. En effet, elle a été placée dans une famille d'accueil, où le fils se servait d'elle de manière abusive, en publiant des photos d'elle nue, allant même parfois à l'agresser sexuellement. Lorsque son vrai frère, Tokio, débarque un jour sans crier gare des États-Unis afin d'obtenir sa garde, la vie de la jeune fille changera alors radicalement. Peut-elle enfin bénéficier d'un bonheur tant convoité grâce à cette rencontre ?

## Plagiat
L'auteur Yuki Suetsugu a reconnu que son œuvre Eden no hana, Fleur d'Eden, avait trouvé sa source de manière évidente dans Slam Dunk. L'arrêt immédiat de la vente d'Eden no hana, mais aussi l'annulation de toutes les commandes de planches furent décidés,.